# 16 juin 1948
Le mercredi 16 juin 1948 est le 168e jour de l'année 1948.

## Naissances
- Inoke Kubuabola, homme politique fidjien
- Ivo Komšić, homme politique bosnien
- Leopoldo Maria Panero (mort le 5 mars 2014), poète espagnol
- Michelyne C. St-Laurent, personnalité politique canadienne
- Mildrette Netter, athlète américaine
- Nejime Shōichi, poète et romancier japonais
- Penehupifo Pohamba, femme politique namibienne
- Ron LeFlore, joueur américain de baseball
- Ruth Wetzel-Steinwedel, femme de loi allemande
- Suely Rolnik, psychothérapeute et critique d'art brésilenne
- Taïeb Louhichi (mort le 21 février 2018), réalisateur tunisien
- Valdimir Matausic, footballeur croate
- Wilhelm Zimmermann, prélat catholique allemand

## Décès
- Arnold Jacobi (né le 31 janvier 1870), zoologiste, ethnographe et ornithologue allemand
- Eugênia Álvaro Moreyra (née le 6 mars 1898), journaliste, actrice et metteuse en scène brésilienne
- Marcel Brillouin (né le 19 décembre 1854), physicien français
- Richard Depoorter (né le 29 avril 1915), coureur cycliste belge
- Rufus Jones (né le 25 janvier 1863), écrivain américain

## Événements
- Création du journal allemand Abendzeitung
- Début de Insurrection communiste malaise
- Création de la municipalité de Molave aux Philippines
- Fondation de la compagnie « Air France » sous forme de société mixte